# Очищення природної води

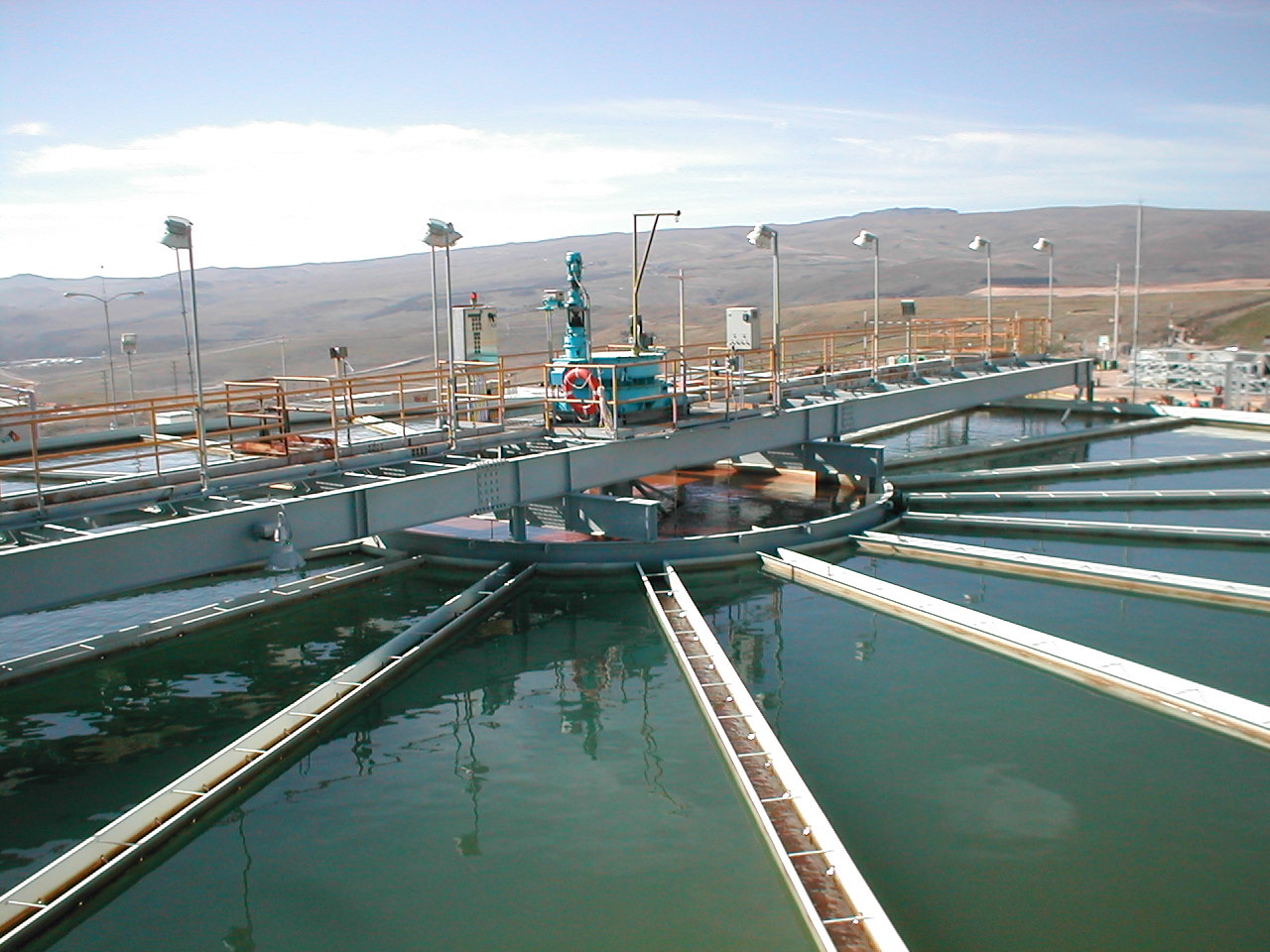

Очи́щення приро́дної води́ або водоочи́щення (рос. очистка природной воды; англ. water treatment, water purification; нім. Naturwasserreinigung f) — оброблення природної води з метою покращення її якості, необхідної для водопостачання, за допомогою механічних, хімічних, фізичних та біологічних методів. Вимоги, що ставляться до якості води, залежать від її призначення: для господарсько-питного водопостачання, промислових цілей або енергетичних установок.
До найпоширеніших прийомів очищення природної води належать:
1. прояснення
2. знебарвлення (усунення мутності та колірності води) шляхом відстоювання (у відстійниках)
3. фільтрування (у водопровідних фільтрах), знезаражування (хлорування, озонування тощо), пом'якшення, опріснення.

Поверхневі води природних джерел до подавання у водопровід прояснюють через видалення завислих та колоїдних частинок (коагуляцією, відстоюванням, фільтруванням), знебарвлюють та знезаражують (рідким хлором, хлорним вапном, озоном).
Підземні води при задовільному хімічному складі лише знезаражують хлором або ультрафіолетовим промінням. Зм'якшують воду (видаляють надлишки солей кальцію і магнію), обробляючи її вапном, содою або пропускаючи через іонітні фільтри. Кількість солей заліза у воді зменшують аерацією з наступним фільтруванням. Щоб видалити з води гази (вуглекислий, сірководень, метан, надлишки фтору) та радіоактивні речовини, вдаються до аерації, фільтрування через активований окис алюмінію, дезактивації. 
Дезодорацію води здійснюють активованим вугіллям, озоном, двоокисом хлору або перманганатом калію.
Сукупність методів очищення природної води для промислової мети звичайно називається водопідготовкою. Для водоочищення застосовують реагентні та дезинфекційні установки, змішувачі, відстійники, прояснювачі, контактні градирні та ін. Споруди та пристрої для здійснення усіх прийомів очищення природної води входять до складу комплексу водопостачання.